# نیوتاون (ایلینوی)
نیوتاون (به انگلیسی: Newtown) یک منطقهٔ مسکونی در ایالات متحده آمریکا است که در ایلینوی واقع شده‌است. نیوتاون ۲۲۱٫۹ متر بالاتر از سطح دریا واقع شده‌است.